# ناصر السرور
ناصر محمد السرور مواليد 23 أكتوبر 1990 في السعودية، هو لاعب كرة قدم سعودي.

## مسيرة اللاعب
بدأ مشواره الرياضي في الاتفاق وتدرج في الفئات السنية حتى وصل للفريق الأول ثم انتقل إلى الباطن الأندية التي مثلها : الإتفاق - الباطن - النجمة - هجر - العربي - الحمادة - الترجي - قرية العليا.